# Olimpiai érmesek listája kerékpározásban (férfiak)
Ez a lap a férfi olimpiai érmesek listája kerékpározásban 1896-tól 2020-ig.

## Éremtáblázat
(A táblázatokban Magyarország és a rendező nemzet sportolói eltérő háttérszínnel, az egyes számoszlopok legmagasabb értéke vagy értékei vastagítással kiemelve.)
| A nyári olimpiai játékok éremtáblázata férfi kerékpározásban | A nyári olimpiai játékok éremtáblázata férfi kerékpározásban | A nyári olimpiai játékok éremtáblázata férfi kerékpározásban | A nyári olimpiai játékok éremtáblázata férfi kerékpározásban | A nyári olimpiai játékok éremtáblázata férfi kerékpározásban | Olimpia  |
| ------------------------------------------------------------ | ------------------------------------------------------------ | ------------------------------------------------------------ | ------------------------------------------------------------ | ------------------------------------------------------------ | -------- |
|                                                              | Ország                                                       | Arany                                                        | Ezüst                                                        | Bronz                                                        | Összesen |
| 1.                                                           | Franciaország (FRA)                                          | 34                                                           | 22                                                           | 25                                                           | 81       |
| 2.                                                           | Olaszország (ITA)                                            | 31                                                           | 15                                                           | 9                                                            | 55       |
| 3.                                                           | Nagy-Britannia (GBR)                                         | 28                                                           | 27                                                           | 25                                                           | 80       |
| 4.                                                           | Hollandia (NED)                                              | 12                                                           | 19                                                           | 7                                                            | 38       |
| 5.                                                           | Egyesült Államok (USA)                                       | 12                                                           | 13                                                           | 15                                                           | 40       |
| 6.                                                           | Ausztrália (AUS)                                             | 11                                                           | 14                                                           | 15                                                           | 40       |
| 7.                                                           | Szovjetunió (URS)                                            | 10                                                           | 4                                                            | 8                                                            | 22       |
| 8.                                                           | Németország (GER)                                            | 9                                                            | 10                                                           | 13                                                           | 32       |
| 9.                                                           | Dánia (DEN)                                                  | 8                                                            | 10                                                           | 10                                                           | 28       |
| 10.                                                          | Belgium (BEL)                                                | 7                                                            | 9                                                            | 10                                                           | 26       |
| 11.                                                          | NDK (GDR)                                                    | 6                                                            | 5                                                            | 4                                                            | 15       |
| 12.                                                          | Svájc (SUI)                                                  | 5                                                            | 8                                                            | 4                                                            | 17       |
| 13.                                                          | Spanyolország (ESP)                                          | 5                                                            | 5                                                            | 4                                                            | 14       |
| 14.                                                          | NSZK (FRG)                                                   | 4                                                            | 4                                                            | 4                                                            | 12       |
| 15.                                                          | Svédország (SWE)                                             | 3                                                            | 3                                                            | 8                                                            | 14       |
| 16.                                                          | Oroszország (RUS)                                            | 3                                                            | 1                                                            | 4                                                            | 8        |
| 17.                                                          | Csehszlovákia (TCH)                                          | 2                                                            | 2                                                            | 2                                                            | 6        |
| 18.                                                          | Lettország (LAT)                                             | 2                                                            | 0                                                            | 1                                                            | 3        |
| 19.                                                          | Dél-afrikai Köztársaság (RSA)                                | 1                                                            | 4                                                            | 3                                                            | 8        |
| 20.                                                          | Egyesült Német Csapat (EUA)                                  | 1                                                            | 4                                                            | 2                                                            | 7        |
| 21.                                                          | Görögország (GRE)                                            | 1                                                            | 3                                                            | 0                                                            | 4        |
| 22.                                                          | Kazahsztán (KAZ)                                             | 1                                                            | 1                                                            | 0                                                            | 2        |
| 22.                                                          | Csehország (CZE)                                             | 1                                                            | 1                                                            | 0                                                            | 2        |
| 24.                                                          | Ausztria (AUT)                                               | 1                                                            | 0                                                            | 2                                                            | 3        |
| 24.                                                          | Norvégia (NOR)                                               | 1                                                            | 0                                                            | 2                                                            | 3        |
| 26.                                                          | Szlovénia (SLO)                                              | 1                                                            | 0                                                            | 1                                                            | 2        |
| 27.                                                          | Argentína (ARG)                                              | 1                                                            | 0                                                            | 0                                                            | 1        |
| 27.                                                          | Ecuador (ECU)                                                | 1                                                            | 0                                                            | 0                                                            | 1        |
|                                                              |                                                              |                                                              |                                                              |                                                              |          |
| 29.                                                          | Lengyelország (POL)                                          | 0                                                            | 5                                                            | 4                                                            | 9        |
| 30.                                                          | Új-Zéland (NZL)                                              | 0                                                            | 3                                                            | 4                                                            | 7        |
| 31.                                                          | Kanada (CAN)                                                 | 0                                                            | 3                                                            | 3                                                            | 6        |
| 32.                                                          | Japán (JPN)                                                  | 0                                                            | 1                                                            | 3                                                            | 4        |
| 32.                                                          | Kolumbia (COL)                                               | 0                                                            | 1                                                            | 3                                                            | 4        |
| 34.                                                          | Malajzia (MAS)                                               | 0                                                            | 1                                                            | 1                                                            | 2        |
| 32.                                                          | Portugália (POR)                                             | 0                                                            | 1                                                            | 0                                                            | 1        |
| 32.                                                          | Ukrajna (UKR)                                                | 0                                                            | 1                                                            | 0                                                            | 1        |
| 32.                                                          | Uruguay (URU)                                                | 0                                                            | 1                                                            | 0                                                            | 1        |
| 32.                                                          | Venezuela (VEN)                                              | 0                                                            | 1                                                            | 0                                                            | 1        |
|                                                              |                                                              |                                                              |                                                              |                                                              |          |
| 35.                                                          | Jamaica (JAM)                                                | 0                                                            | 0                                                            | 1                                                            | 1        |
| 35.                                                          | Mexikó (MEX)                                                 | 0                                                            | 0                                                            | 1                                                            | 1        |
|                                                              |                                                              |                                                              |                                                              |                                                              |          |
| Összesen                                                     | Összesen                                                     | 202                                                          | 202                                                          | 198                                                          | 602      |

## Aktuális versenyszámok

### Országúti kerékpározás

#### Egyéni mezőnyverseny
| Olimpia                        | Arany                                            | Ezüst                                   | Bronz                                    |
| 1896, Athén részletek          | Arisztídisz Konsztandinídisz · Görögország (GRE) | August von Gödrich · Németország (GER)  | Edward Battell · Nagy-Britannia (GBR)    |
| 1900–1932                      | Nem szerepelt az olimpiai programban             | Nem szerepelt az olimpiai programban    | Nem szerepelt az olimpiai programban     |
| 1936, Berlin részletek         | Robert Charpentier · Franciaország (FRA)         | Guy Lapebie · Franciaország (FRA)       | Ernst Nievergelt · Svájc (SUI)           |
| 1948, London részletek         | José Beyaert · Franciaország (FRA)               | Gerrit Voorting · Hollandia (NED)       | Lode Wouters · Belgium (BEL)             |
| 1952, Helsinki részletek       | André Noyelle · Belgium (BEL)                    | Robert Grondelaers · Belgium (BEL)      | Edi Ziegler · Németország (GER)          |
| 1956, Melbourne részletek      | Ercole Baldini · Olaszország (ITA)               | Arnaud Geyre · Franciaország (FRA)      | Alan Jackson · Nagy-Britannia (GBR)      |
| 1960, Róma részletek           | Viktor Kapitonov · Szovjetunió (URS)             | Livio Trapè · Olaszország (ITA)         | Willy Vanden Berghen · Belgium (BEL)     |
| 1964, Tokió részletek          | Mario Zanin · Olaszország (ITA)                  | Kjell Rodian · Dánia (DEN)              | Walter Godefroot · Belgium (BEL)         |
| 1968, Mexikóváros részletek    | Pierfranco Vianelli · Olaszország (ITA)          | Leif Mortensen · Dánia (DEN)            | Gösta Pettersson · Svédország (SWE)      |
| 1972, München részletek        | Hennie Kuiper · Hollandia (NED)                  | Clyde Sefton · Ausztrália (AUS)         | Nem adták ki                             |
| 1976, Montréal részletek       | Bernt Johansson · Svédország (SWE)               | Giuseppe Martinelli · Olaszország (ITA) | Mieczysław Nowicki · Lengyelország (POL) |
| 1980, Moszkva részletek        | Szergej Szuhorucsenkov · Szovjetunió (URS)       | Czesław Lang · Lengyelország (POL)      | Jurij Barinov · Szovjetunió (URS)        |
| 1984, Los Angeles részletek    | Alexi Grewal · Egyesült Államok (USA)            | Steve Bauer · Kanada (CAN)              | Dag Otto Lauritzen · Norvégia (NOR)      |
| 1988, Szöul részletek          | Olaf Ludwig · NDK (GDR)                          | Bernd Gröne · NSZK (FRG)                | Christian Henn · NSZK (FRG)              |
| 1992, Barcelona részletek      | Fabio Casartelli · Olaszország (ITA)             | Erik Dekker · Hollandia (NED)           | Dainis Ozols · Lettország (LAT)          |
| 1996, Atlanta részletek        | Pascal Richard · Svájc (SUI)                     | Rolf Sørensen · Dánia (DEN)             | Max Sciandri · Nagy-Britannia (GBR)      |
| 2000, Sydney részletek         | Jan Ullrich · Németország (GER)                  | Alekszandr Vinokurov · Kazahsztán (KAZ) | Andreas Klöden · Németország (GER)       |
| 2004, Athén részletek          | Paolo Bettini · Olaszország (ITA)                | Sérgio Paulinho · Portugália (POR)      | Axel Merckx · Belgium (BEL)              |
| 2008, Peking részletek         | Samuel Sánchez · Spanyolország (ESP)             | Fabian Cancellara · Svájc (SUI)         | Alekszandr Kolobnyev · Oroszország (RUS) |
| 2012, London részletek         | Alekszandr Vinokurov · Kazahsztán (KAZ)          | Rigoberto Urán · Kolumbia (COL)         | Alexander Kristoff · Norvégia (NOR)      |
| 2016, Rio de Janeiro részletek | Greg Van Avermaet · Belgium (BEL)                | Jakob Fuglsang · Dánia (DEN)            | Rafał Majka · Lengyelország (POL)        |
| 2020, Tokió részletek          | Richard Carapaz · Ecuador (ECU)                  | Wout van Aert · Belgium (BEL)           | Tadej Pogačar · Szlovénia (SLO)          |

#### Egyéni időfutam
| Olimpia                        | Arany                                         | Ezüst                                     | Bronz                                    |
| 1912, Stockholm részletek      | Rudolph Lewis · Dél-afrikai Köztársaság (RSA) | Frederick Grubb · Nagy-Britannia (GBR)    | Carl Schutte · Egyesült Államok (USA)    |
| 1920, Antwerpen részletek      | Harry Stenqvist · Svédország (SWE)            | Henry Kaltenbrun · Dél-afrikai Unió (RSA) | Fernand Canteloube · Franciaország (FRA) |
| 1924, Párizs részletek         | Armand Blanchonnet · Franciaország (FRA)      | Henri Hoevenaers · Belgium (BEL)          | René Hamel · Franciaország (FRA)         |
| 1928, Amszterdam részletek     | Henry Hansen · Dánia (DEN)                    | Frank Southall · Nagy-Britannia (GBR)     | Gosta Carlsson · Svédország (SWE)        |
| 1932, Los Angeles részletek    | Attilio Pavesi · Olaszország (ITA)            | Guglielmo Segato · Olaszország (ITA)      | Bernhard Britz · Svédország (SWE)        |
| 1936–1992                      | Nem szerepelt az olimpiai programban          | Nem szerepelt az olimpiai programban      | Nem szerepelt az olimpiai programban     |
| 1996, Atlanta részletek        | Miguel Indurain · Spanyolország (ESP)         | Abraham Olano · Spanyolország (ESP)       | Chris Boardman · Nagy-Britannia (GBR)    |
| 2000, Sydney részletek         | Vjacseszlav Jekimov · Oroszország (RUS)       | Jan Ullrich · Németország (GER)           | utólag elvették                          |
| 2004, Athén részletek          | Vjacseszlav Jekimov · Oroszország (RUS)       | Bobby Julich · Egyesült Államok (USA)     | Michael Rogers · Ausztrália (AUS)        |
| 2008, Peking részletek         | Fabian Cancellara · Svájc (SUI)               | Gustav Erik Larsson · Svédország (SWE)    | Levi Leipheimer · Egyesült Államok (USA) |
| 2012, London részletek         | Bradley Wiggins · Nagy-Britannia (GBR)        | Tony Martin · Németország (GER)           | Chris Froome · Nagy-Britannia (GBR)      |
| 2016, Rio de Janeiro részletek | Fabian Cancellara · Svájc (SUI)               | Tom Dumoulin · Hollandia (NED)            | Chris Froome · Nagy-Britannia (GBR)      |
| 2020, Tokió részletek          | Primož Roglič · Szlovénia (SLO)               | Tom Dumoulin · Hollandia (NED)            | Rohan Dennis · Ausztrália (AUS)          |

### Pálya-kerékpározás

#### Keirin
| Olimpia                        | Arany                                  | Ezüst                                       | Bronz                                  |
| 2000, Sydney részletek         | Florian Rousseau · Franciaország (FRA) | Gary Neiwand · Ausztrália (AUS)             | Jens Fiedler · Németország (GER)       |
| 2004, Athén részletek          | Ryan Bayley · Ausztrália (AUS)         | José Antonio Escuredo · Spanyolország (ESP) | Shane Kelly · Ausztrália (AUS)         |
| 2008, Peking részletek         | Chris Hoy · Nagy-Britannia (GBR)       | Ross Edgar · Nagy-Britannia (GBR)           | Nagai Kijofumi · Japán (JPN)           |
| 2012, London részletek         | Chris Hoy · Nagy-Britannia (GBR)       | Maximilian Levy · Németország (GER)         | Simon van Velthooven · Új-Zéland (NZL) |
| 2012, London részletek         | Chris Hoy · Nagy-Britannia (GBR)       | Maximilian Levy · Németország (GER)         | Teun Mulder · Hollandia (NED)          |
| 2016, Rio de Janeiro részletek | Jason Kenny · Nagy-Britannia (GBR)     | Matthijs Büchli · Hollandia (NED)           | Azizulhasni Awang · Malajzia (MAS)     |
| 2020, Tokió részletek          | Jason Kenny · Nagy-Britannia (GBR)     | Azizulhasni Awang · Malajzia (MAS)          | Harrie Lavreysen · Hollandia (NED)     |

#### Madison
| Olimpia                | Arany                                              | Ezüst                                                | Bronz                                                   |
| 2000, Sydney részletek | Ausztrália (AUS) · Brett Aitken · Scott McGrory    | Belgium (BEL) · Étienne De Wilde · Matthew Gilmore   | Olaszország (ITA) · Silvio Martinello · Marco Villa     |
| 2004, Athén részletek  | Ausztrália (AUS) · Graeme Brown · Stuart O’Grady   | Svájc (SUI) · Franco Marvulli · Bruno Risi           | Nagy-Britannia (GBR) · Rob Hayles · Bradley Wiggins     |
| 2008, Peking részletek | Argentína (ARG) · Juan Curuchet · Walter Perez     | Spanyolország (ESP) · Joan Llaneras · Antonio Tauler | Oroszország (RUS) · Mihail Ignatyjev · Alekszej Markov  |
| 2012–2016              | Nem szerepelt az olimpiai programban               | Nem szerepelt az olimpiai programban                 | Nem szerepelt az olimpiai programban                    |
| 2020, Tokió részletek  | Dánia (DEN) · Lasse Norman Hansen · Michael Mørkøv | Nagy-Britannia (GBR) · Ethan Hayter · Matthew Walls  | Franciaország (FRA) · Donavan Grondin · Benjamin Thomas |

#### Omnium
| Olimpia                        | Arany                                | Ezüst                                 | Bronz                             |
| 2012, London részletek         | Lasse Norman Hansen · Dánia (DEN)    | Bryan Coquard · Franciaország (FRA)   | Ed Clancy · Nagy-Britannia (GBR)  |
| 2016, Rio de Janeiro részletek | Elia Viviani · Olaszország (ITA)     | Mark Cavendish · Nagy-Britannia (GBR) | Lasse Norman Hansen · Dánia (DEN) |
| 2020, Tokió részletek          | Matthew Walls · Nagy-Britannia (GBR) | Campbell Stewart · Új-Zéland (NZL)    | Elia Viviani · Olaszország (ITA)  |

#### Csapat üldözőverseny
| Olimpia                        | Arany | Ezüst | Bronz |
| 1908, London részletek         | Nagy-Britannia (GBR) · Benjamin Jones · Clarence Kingsbury · Leonard Meredith · Ernest Payne                         | Németország (GER) · Max Götze · Rudolf Katzer · Hermann Martens · Karl Neumer                                        | Kanada (CAN) · William Anderson · Walter Andrews · Frederick McCarthy · William Morton                       |
| 1912 Stockholm                 | Nem szerepelt az olimpiai programban                                                                                 | Nem szerepelt az olimpiai programban                                                                                 | Nem szerepelt az olimpiai programban                                                                         |
| 1920, Antwerpen részletek      | Olaszország (ITA) · Arnaldo Carli · Ruggero Ferrario · Franco Giorgetti · Primo Magnani                              | Nagy-Britannia (GBR) · Cyril Alden · Horace Johnson · William Stewart · Albert White                                 | Dél-afrikai Unió (RSA) · Harry Goosen · Henry Kaltenbrun · William Smith · James Walker                      |
| 1924, Párizs részletek         | Olaszország (ITA) · Angelo de Martino · Alfredo Dinale · Aurelio Menegazzi · Francesco Zucchetti                     | Lengyelország (POL) · Józef Lange · Jan Lazarski · Tomasz Stankiewicz · Franciszek Szymczyk                          | Belgium (BEL) · Jean van den Bosch · Léonard Daghelinckx · Henri Hoevenaers · Ferdinand Saive                |
| 1928, Amszterdam részletek     | Olaszország (ITA) · Marco Cattaneo · Cesare Facciani · Mario Lusiani · Luigi Tasselli                                | Hollandia (NED) · Janus Braspennincx · Piet van der Horst · Johannes Maas · Jan Pijnenburg                           | Nagy-Britannia (GBR) · George Southall · Harry Wyld · Leonard Wyld · Percy Wyld                              |
| 1932, Los Angeles részletek    | Olaszország (ITA) · Nino Borsari · Marco Cimatti · Alberto Ghilardi · Paolo Pedretti                                 | Franciaország (FRA) · Paul Chocque · Amédée Fournier · René Le Grevès · Henri Mouillefarine                          | Nagy-Britannia (GBR) · William Harvell · Charles Holland · Ernest Johnson · Frank Southall                   |
| 1936, Berlin részletek         | Franciaország (FRA) · Robert Charpentier · Jean Goujon · Guy Lapébie · Roger-Jean Le Nizerhy                         | Olaszország (ITA) · Bianco Bianchi · Mario Gentili · Armando Latini · Severino Rigoni                                | Nagy-Britannia (GBR) · Harry Hill · Ernest Johnson · Charles King · Ernest Mills                             |
| 1948, London részletek         | Franciaország (FRA) · Pierre Adam · Serge Blusson · Charles Coste · Fernand Decanali                                 | Olaszország (ITA) · Arnaldo Benfenati · Guido Bernardi · Anselmo Citterio · Rino Pucci                               | Nagy-Britannia (GBR) · Robert Geldard · Tommy Godwin · David Ricketts · Wilfred Waters                       |
| 1952, Helsinki részletek       | Olaszország (ITA) · Loris Campana · Mino De Rossi · Guido Messina · Marino Morettini                                 | Dél-afrikai Unió (RSA) · George Estman · Robert Fowler · Thomas Shardelow · Alfred Swift                             | Nagy-Britannia (GBR) · Donald Burgess · George Newberry · Alan Newton · Ronald Stretton                      |
| 1956, Melbourne részletek      | Olaszország (ITA) · Antonio Domenicali · Leandro Faggin · Franco Gandini · Valentino Gasparella · Virginio Pizzali*  | Franciaország (FRA) · René Bianchi · Jean Graczyk · Jean-Claude Lecante · Michel Vermeulin                           | Nagy-Britannia (GBR) · Donald Burgess · Michael Gambrill · John Geddes · Thomas Simpson                      |
| 1960, Róma részletek           | Olaszország (ITA) · Luigi Arienti · Franco Testa · Mario Vallotto · Marino Vigna                                     | Egyesült Német Csapat (EUA) · Bernd Barleben · Peter Gröning · Manfred Klieme · Siegfried Köhler                     | Szovjetunió (URS) · Arnold Belgardt · Leonyid Kolumbet · Sztanyiszlav Moszkvin · Viktor Romanov              |
| 1964, Tokió részletek          | Egyesült Német Csapat (EUA) · Lothar Claesges · Karl Heinz Henrichs · Karl Link · Ernst Streng                       | Olaszország (ITA) · Cencio Mantovani · Carlo Rancati · Luigi Roncaglia · Franco Testa                                | Hollandia (NED) · Henk Cornelisse · Gerard Koel · Jaap Oudkerk · Cor Schuuring                               |
| 1968, Mexikóváros részletek    | Dánia (DEN) · Gunnar Asmussen · Mogens Frey Jensen · Per Lyngemark · Reno Olsen · Peder Pedersen*                    | NSZK (FRG) · Udo Hempel · Karl Heinz Henrichs · Jürgen Kissner · Karl Link · Rainer Podlesch*                        | Olaszország (ITA) · Lorenzo Bosisio · Cipriano Chemello · Giorgio Morbiato · Luigi Roncaglia · Gino Pancino* |
| 1972, München részletek        | NSZK (FRG) · Günther Schumacher · Jürgen Colombo · Günter Haritz · Udo Hempel · Peter Vonhof*                        | NDK (GDR) · Uwe Unterwalder · Thomas Huschke · Heinz Richter · Herbert Richter                                       | Nagy-Britannia (GBR) · William Moore · Michael Bennett · Ian Hallam · Ronald Keeble                          |
| 1976, Montréal részletek       | NSZK (FRG) · Peter Vonhof · Gregor Braun · Hans Lutz · Günther Schumacher                                            | Szovjetunió (URS) · Viktor Szokolov · Vlagyimir Oszokin · Alekszandr Perov · Vitalij Petrakov                        | Nagy-Britannia (GBR) · Ian Hallam · Ian Banbury · Michael Bennett · Robin Croker                             |
| 1980, Moszkva részletek        | Szovjetunió (URS) · Viktor Manakov · Valerij Movcsan · Vlagyimir Oszokin · Vitalij Petrakov                          | NDK (GDR) · Gerald Mortag · Uwe Unterwalder · Matthias Wiegand · Volker Winkler                                      | Csehszlovákia (TCH) · Teodor Černý · Martin Penc · Jiří Pokorný · Igor Sláma                                 |
| 1984, Los Angeles részletek    | Ausztrália (AUS) · Michael Grenda · Kevin Nichols · Michael Turtur · Dean Woods                                      | Egyesült Államok (USA) · David Grylls · Steve Hegg · Patrick McDonough · Leonard Harvey Nitz                         | NSZK (FRG) · Reinhard Alber · Rolf Gölz · Roland Günther · Michael Marx                                      |
| 1988, Szöul részletek          | Szovjetunió (URS) · Vjacseszlav Jekimov · Artūras Kasputis · Dmitrij Nyeljubin · Gintautas Umaras · Mindaugas Umaras | NDK (GDR) · Steffen Blochwitz · Roland Hennig · Carsten Wolf · Dirk Meier · Uwe Preißler                             | Ausztrália (AUS) · Brett Dutton · Wayne McCarney · Stephen McGlede · Dean Woods · Scott McGrory              |
| 1992, Barcelona részletek      | Németország (GER) · Stefan Steinweg · Andreas Walzer · Guido Fulst · Michael Glöckner · Jens Lehmann                 | Ausztrália (AUS) · Stuart O’Grady · Brett Aitken · Stephen McGlede · Shaun O'Brien                                   | Dánia (DEN) · Jan Bo Petersen · Michael Sandstød · Ken Frost · Jimmi Madsen · Klaus Nielsen                  |
| 1996, Atlanta részletek        | Franciaország (FRA) · Chistophe Capelle · Philippe Ermenault · Jean-Michel Monin · Francis Moreau                    | Oroszország (RUS) · Eduard Gricun · Nyikolaj Kuznyecov · Alekszej Markov · Anton Santir                              | Ausztrália (AUS) · Brett Aitken · Stuart O’Grady · Timothy O’Shannessey · Dean Woods                         |
| 2000, Sydney részletek         | Németország (GER) · Guido Fulst · Robert Bartko · Daniel Becke · Jens Lehmann                                        | Ukrajna (UKR) · Szerhij Csernyavszkij · Szerhij Matvjejev · Olekszandr Szimonenko · Olekszandr Fedenko               | Nagy-Britannia (GBR) · Paul Manning · Chris Newton · Bryan Steel · Bradley Wiggins                           |
| 2004, Athén részletek          | Ausztrália (AUS) · Graeme Brown · Brett Lancaster · Bradley McGee · Luke Roberts                                     | Nagy-Britannia (GBR) · Steve Cummings · Rob Hayles · Paul Manning · Bradley Wiggins                                  | Spanyolország (ESP) · Carlos Castaño · Sergi Escobar · Asier Maeztu · Carlos Torrent                         |
| 2008, Peking részletek         | Nagy-Britannia (GBR) · Ed Clancy · Paul Manning · Geraint Thomas · Bradley Wiggins                                   | Dánia (DEN) · Casper Jørgensen · Jens-Erik Madsen · Michael Mørkøv · Alex Nicki Rasmussen · Michael Færk Christensen | Új-Zéland (NZL) · Sam Bewley · Hayden Roulston · Marc Ryan · Jesse Sergent · Westley Gough                   |
| 2012, London részletek         | Nagy-Britannia (GBR) · Ed Clancy · Geraint Thomas · Steven Burke · Peter Kennaugh                                    | Ausztrália (AUS) · Jack Bobridge · Glenn O'Shea · Rohan Dennis · Michael Hepburn                                     | Új-Zéland (NZL) · Sam Bewley · Aaron Gate · Marc Ryan · Jesse Sergent · Westley Gough                        |
| 2016, Rio de Janeiro részletek | Nagy-Britannia (GBR) · Ed Clancy · Steven Burke · Owain Doull · Bradley Wiggins                                      | Ausztrália (AUS) · Alex Edmondson · Jack Bobridge · Michael Hepburn · Sam Welsford · Callum Scotson*                 | Dánia (DEN) · Lasse Norman Hansen · Niklas Larsen · Frederik Madsen · Casper von Folsach · Rasmus Quaade*    |
| 2020, Tokió részletek          | Olaszország (ITA) · Simone Consonni · Filippo Ganna · Francesco Lamon · Jonathan Milan                               | Dánia (DEN) · Niklas Larsen · Lasse Norman Hansen · Frederik Madsen · Rasmus Pedersen                                | Ausztrália (AUS) · Leigh Howard · Kelland O’Brian · Luke Plapp · Alexander Porter                            |

#### Egyéni sprint
| Olimpia                        | Arany                                              | Ezüst                                              | Bronz                                              |
| 1896, Athén részletek          | Paul Masson · Franciaország (FRA)                  | Sztamátiosz Nikolópulosz · Görögország (GRE)       | Leon Flameng · Franciaország (FRA)                 |
| 1900, Párizs részletek         | Georges Taillandier · Franciaország (FRA)          | Fernand Sanz · Franciaország (FRA)                 | John Henry Lake · Egyesült Államok (USA)           |
| 1904 St. Louis                 | Nem szerepelt az olimpiai programban               | Nem szerepelt az olimpiai programban               | Nem szerepelt az olimpiai programban               |
| 1908, London részletek         | Az időhatár túllépése miatt nem osztottak érmeket. | Az időhatár túllépése miatt nem osztottak érmeket. | Az időhatár túllépése miatt nem osztottak érmeket. |
| 1912 Stockholm                 | Nem szerepelt az olimpiai programban               | Nem szerepelt az olimpiai programban               | Nem szerepelt az olimpiai programban               |
| 1920, Antwerpen részletek      | Maurice Peeters · Hollandia (NED)                  | Horace Johnson · Nagy-Britannia (GBR)              | Harry Ryan · Nagy-Britannia (GBR)                  |
| 1924, Párizs részletek         | Lucien Michard · Franciaország (FRA)               | Jacob Meijer · Hollandia (NED)                     | Jean Cugnot · Franciaország (FRA)                  |
| 1928, Amszterdam részletek     | Roger Beaufrand · Franciaország (FRA)              | Antoine Mazairac · Hollandia (NED)                 | Willy Hansen · Dánia (DEN)                         |
| 1932, Los Angeles részletek    | Jacobus van Egmond · Hollandia (NED)               | Louis Chaillot · Franciaország (FRA)               | Bruno Pellizzari · Olaszország (ITA)               |
| 1936, Berlin részletek         | Toni Merkens · Németország (GER)                   | Arie van Vliet · Hollandia (NED)                   | Louis Chaillot · Franciaország (FRA)               |
| 1948, London részletek         | Mario Ghella · Olaszország (ITA)                   | Reginald Harris · Nagy-Britannia (GBR)             | Axel Schandorff · Dánia (DEN)                      |
| 1952, Helsinki részletek       | Enzo Sacchi · Olaszország (ITA)                    | Lionel Cox · Ausztrália (AUS)                      | Werner Potzernheim · Németország (GER)             |
| 1956, Melbourne részletek      | Michel Rousseau · Franciaország (FRA)              | Guglielmo Presenti · Olaszország (ITA)             | Richard Ploog · Ausztrália (AUS)                   |
| 1960, Róma részletek           | Sante Gaiardoni · Olaszország (ITA)                | Leo Sterckx · Belgium (BEL)                        | Valentino Gasparella · Olaszország (ITA)           |
| 1964, Tokió részletek          | Giovanni Pettenella · Olaszország (ITA)            | Sergio Bianchetto · Olaszország (ITA)              | Daniel Morelon · Franciaország (FRA)               |
| 1968, Mexikóváros részletek    | Daniel Morelon · Franciaország (FRA)               | Giordano Turrini · Olaszország (ITA)               | Pierre Trentin · Franciaország (FRA)               |
| 1972, München részletek        | Daniel Morelon · Franciaország (FRA)               | John Nicholson · Ausztrália (AUS)                  | Omar Pkhakadze · Szovjetunió (URS)                 |
| 1976, Montréal részletek       | Anton Tkáč · Csehszlovákia (TCH)                   | Daniel Morelon · Franciaország (FRA)               | Hans-Jürgen Geschke · NDK (GDR)                    |
| 1980, Moszkva részletek        | Lutz Heßlich · NDK (GDR)                           | Yavé Cahard · Franciaország (FRA)                  | Szergej Kopilov · Szovjetunió (URS)                |
| 1984, Los Angeles részletek    | Mark Gorski · Egyesült Államok (USA)               | Nelson Vails · Egyesült Államok (USA)              | Tsutomu Sakamoto · Japán (JPN)                     |
| 1988, Szöul részletek          | Lutz Heßlich · NDK (GDR)                           | Nyikolaj Kovs · Szovjetunió (URS)                  | Gary Neiwand · Ausztrália (AUS)                    |
| 1992, Barcelona részletek      | Jens Fiedler · Németország (GER)                   | Gary Neiwand · Ausztrália (AUS)                    | Curtis Harnett · Kanada (CAN)                      |
| 1996, Atlanta részletek        | Jens Fiedler · Németország (GER)                   | Marty Nothstein · Egyesült Államok (USA)           | Curtis Harnett · Kanada (CAN)                      |
| 2000, Sydney részletek         | Marty Nothstein · Egyesült Államok (USA)           | Florian Rousseau · Franciaország (FRA)             | Jens Fiedler · Németország (GER)                   |
| 2004, Athén részletek          | Ryan Bayley · Ausztrália (AUS)                     | Theo Bos · Hollandia (NED)                         | René Wolff · Németország (GER)                     |
| 2008, Peking részletek         | Chris Hoy · Nagy-Britannia (GBR)                   | Jason Kenny · Nagy-Britannia (GBR)                 | Mickael Bourgain · Franciaország (FRA)             |
| 2012, London részletek         | Jason Kenny · Nagy-Britannia (GBR)                 | Grégory Baugé · Franciaország (FRA)                | Shane Perkins · Ausztrália (AUS)                   |
| 2016, Rio de Janeiro részletek | Jason Kenny · Nagy-Britannia (GBR)                 | Callum Skinner · Nagy-Britannia (GBR)              | Gyenyisz Dmitrijev · Oroszország (RUS)             |
| 2020, Tokió részletek          | Harrie Lavreysen · Hollandia (NED)                 | Jeffrey Hoogland · Hollandia (NED)                 | Jack Carlin · Nagy-Britannia (GBR)                 |

#### Csapat sprint
| Olimpia                        | Arany                                                                                      | Ezüst                                                                  | Bronz                                                                     |
| 2000, Sydney részletek         | Franciaország (FRA) · Florian Rousseau · Arnaud Tournant · Laurent Gané                    | Nagy-Britannia (GBR) · Chris Hoy · Craig MacLean · Jason Queally       | Ausztrália (AUS) · Gary Neiwand · Sean Eadie · Darryn Hill                |
| 2004, Athén részletek          | Németország (GER) · Jens Fiedler · Stefan Nimke · René Wolff                               | Japán (JPN) · Toshiaki Fushimi · Masaki Inoue · Tomohiro Nagatsuka     | Franciaország (FRA) · Mickael Bourgain · Laurent Gané · Arnaud Tournant   |
| 2008, Peking részletek         | Nagy-Britannia (GBR) · Chris Hoy · Jason Kenny · Jamie Staff                               | Franciaország (FRA) · Grégory Baugé · Kévin Sireau · Arnaud Tournant   | Németország (GER) · René Enders · Maximilian Levy · Stefan Nimke          |
| 2012, London részletek         | Nagy-Britannia (GBR) · Philip Hindes · Chris Hoy · Jason Kenny                             | Franciaország (FRA) · Grégory Baugé · Michaël D'Almeida · Kévin Sireau | Németország (GER) · René Enders · Maximilian Levy · Robert Förstemann     |
| 2016, Rio de Janeiro részletek | Nagy-Britannia (GBR) · Philip Hindes · Jason Kenny · Callum Skinner                        | Új-Zéland (NZL) · Eddie Dawkins · Ethan Mitchell · Sam Webster         | Franciaország (FRA) · Grégory Baugé · Michaël D'Almeida · François Pervis |
| 2020, Tokió részletek          | Hollandia (NED) · Jeffrey Hoogland · Harrie Lavreysen · Roy van den Berg · Matthijs Büchli | Nagy-Britannia (GBR) · Jack Carlin · Jason Kenny · Ryan Owens          | Franciaország (FRA) · Florian Grengbo · Rayan Helal · Sébastien Vigier    |

### Hegyi-kerékpározás
| Olimpia                        | Arany                                 | Ezüst                                        | Bronz                                       |
| 1996, Atlanta részletek        | Bart Brentjens · Hollandia (NED)      | Thomas Frischknecht · Svájc (SUI)            | Miguel Martinez · Franciaország (FRA)       |
| 2000, Sydney részletek         | Miguel Martinez · Franciaország (FRA) | Filip Meirhaeghe · Belgium (BEL)             | Christoph Sauser · Svájc (SUI)              |
| 2004, Athén részletek          | Julien Absalon · Franciaország (FRA)  | José Antonio Hermida · Spanyolország (ESP)   | Bart Brentjens · Hollandia (NED)            |
| 2008, Peking részletek         | Julien Absalon · Franciaország (FRA)  | Jean-Christophe Péraud · Franciaország (FRA) | Nino Schurter · Svájc (SUI)                 |
| 2012, London részletek         | Jaroslav Kulhavý · Csehország (CZE)   | Nino Schurter · Svájc (SUI)                  | Marco Aurelio Fontana · Olaszország (ITA)   |
| 2016, Rio de Janeiro részletek | Nino Schurter · Svájc (SUI)           | Jaroslav Kulhavý · Csehország (CZE)          | Carlos Coloma Nicolás · Spanyolország (ESP) |
| 2020, Tokió részletek          | Thomas Pidcock · Nagy-Britannia (GBR) | Mathias Flückiger · Svájc (SUI)              | David Valero · Spanyolország (ESP)          |

### BMX

#### Verseny
| Olimpia                        | Arany                                  | Ezüst                              | Bronz                                   |
| 2008, Peking részletek         | Māris Štrombergs · Lettország (LAT)    | Mike Day · Egyesült Államok (USA)  | Donny Robinson · Egyesült Államok (USA) |
| 2012, London részletek         | Māris Štrombergs · Lettország (LAT)    | Sam Willoughby · Ausztrália (AUS)  | Carlos Oquendo · Kolumbia (COL)         |
| 2016, Rio de Janeiro részletek | Connor Fields · Egyesült Államok (USA) | Jelle van Gorkom · Hollandia (NED) | Carlos Ramírez · Kolumbia (COL)         |
| 2020, Tokió részletek          | Niek Kimmann · Hollandia (NED)         | Kye Whyte · Nagy-Britannia (GBR)   | Carlos Ramírez · Kolumbia (COL)         |

#### Szabadgyakorlat
| Olimpia               | Arany                           | Ezüst                          | Bronz                                |
| 2020, Tokió részletek | Logan Martin · Ausztrália (AUS) | Daniel Dhers · Venezuela (VEN) | Declan Brooks · Nagy-Britannia (GBR) |

## Megszűnt versenyszámok

### Országúti kerékpározás

#### Csapat mezőnyverseny
| Olimpia           | Arany                                                                                    | Ezüst                                                                                    | Bronz                                                                                           |
| 1928, Amszterdam  | Dánia (DEN) · Henry Hansen · Orla Jørgensen · Leo Nielsen                                | Nagy-Britannia (GBR) · Jack Lauterwasser · John Middleton · Frank Southall               | Svédország (SWE) · Gösta Carlsson · Erik Jansson · Georg Johnsson                               |
| 1932, Los Angeles | Olaszország (ITA) · Giuseppe Olmo · Attilio Pavesi · Guglielmo Segato                    | Dánia (DEN) · Henry Hansen · Leo Nielsen · Frode Sørensen                                | Svédország (SWE) · Arne Berg · Bernhard Britz · Sven Höglund                                    |
| 1936, Berlin      | Franciaország (FRA) · Robert Charpentier · Robert Dorgebray · Guy Lapébie                | Svájc (SUI) · Edgar Buchwalder · Ernst Nievergelt · Kurt Ott                             | Belgium (BEL) · Auguste Garrebeek · Armand Putzeys · François Vandermotte                       |
| 1948, London      | Belgium (BEL) · Léon Delathouwer · Eugène van Roosbroeck · Lode Wouters                  | Nagy-Britannia (GBR) · Robert John Maitland · Ian Scott · Gordon Thomas                  | Franciaország (FRA) · José Beyaert · Jacques Dupont · Alain Moineau                             |
| 1952, Helsinki    | Belgium (BEL) · Robert Grondelaers · André Noyelle · Lucien Victor                       | Olaszország (ITA) · Dino Bruni · Gianni Ghidini · Vincenzo Zucconelli                    | Franciaország (FRA) · Jacques Anquetil · Claude Rouer · Alfred Tonello                          |
| 1956, Melbourne   | Franciaország (FRA) · Arnaud Geyre · Maurice Moucheraud · Michel Vermeulin · René Abadie | Nagy-Britannia (GBR) · Arthur Brittain · William Holmes · Alan Jackson · Harold Reynolds | Egyesült Német Csapat (EUA) · Reinhold Pommer · Gustav-Adolf Schur · Horst Tüller · Erich Hagen |

#### Csapat időfutam
| Olimpia           | Arany                                                                                             | Ezüst                                                                                             | Bronz                                                                                              |
| 1912, Stockholm   | Svédország (SWE) · Erik Friborg · Ragnar Malm · Axel Persson · Algot Lönn                         | Nagy-Britannia (GBR) · Frederick Grubb · Leonard Meredith · Charles Moss · William Hammond        | Egyesült Államok (USA) · Carl Schutte · Alvin Loftes · Albert Krushel · Walter Martin              |
| 1920, Antwerpen   | Franciaország (FRA) · Achille Souchard · Fernand Canteloube · Georges Detreille · Marcel Gobillot | Svédország (SWE) · Harry Stenqvist · Sigfrid Lundberg · Ragnar Malm · Axel Persson                | Belgium (BEL) · Albert Wyckmans · Albert De Bunné · Jean Janssens · André Vercruysse               |
| 1924, Párizs      | Franciaország (FRA) · Armand Blanchonnet · René Hamel · Georges Wambst                            | Belgium (BEL) · Henri Hoevenaers · Alphonse Parfondry · Jean van den Bosch                        | Svédország (SWE) · Gunnar Sköld · Erik Bohlin · Ragnar Malm                                        |
| 1928–1956         | Nem szerepelt az olimpiai programban                                                              | Nem szerepelt az olimpiai programban                                                              | Nem szerepelt az olimpiai programban                                                               |
| 1960, Róma        | Olaszország (ITA) · Livio Trapè · Antonio Bailetti · Ottavio Cogliati · Giacomo Fornoni           | Egyesült Német Csapat (EUA) · Gustav-Adolf Schur · Egon Adler · Erich Hagen · Günter Lörke        | Szovjetunió (URS) · Alekszej Petrov · Viktor Kapitonov · Jevgenyij Klevcov · Jurij Melihov         |
| 1964, Tokió       | Hollandia (NED) · Bart Zoet · Evert Dolman · Gerben Karstens · Jan Pieterse                       | Olaszország (ITA) · Ferruccio Manza · Severino Andreoli · Luciano Dalla Bona · Pietro Guerra      | Svédország (SWE) · Sture Pettersson · Sven Hamrin · Erik Pettersson · Gösta Pettersson             |
| 1968, Mexikóváros | Hollandia (NED) · Joop Zoetemelk · Fedor den Hertog · Jan Krekels · René Pijnen                   | Svédország (SWE) · Sture Pettersson · Tomas Pettersson · Erik Pettersson · Gösta Pettersson       | Olaszország (ITA) · Pierfranco Vianelli · Giovanni Bramucci · Vittorio Marcelli · Mauro Simonetti  |
| 1972, München     | Szovjetunió (URS) · Valerij Jardi · Gennagyij Komnatov · Valerij Lihacsov · Borisz Suhov          | Lengyelország (POL) · Ryszard Szurkowski · Edward Barcik · Lucjan Lis · Stanisław Szozda          | Nem adták ki                                                                                       |
| 1976, Montréal    | Szovjetunió (URS) · Aavo Pikkuus · Valerij Csapligin · Anatolij Csukanov · Vlagyimir Kaminszkij   | Lengyelország (POL) · Ryszard Szurkowski · Tadeusz Mytnik · Mieczysław Nowicki · Stanisław Szozda | Dánia (DEN) · Jørn Lund · Verner Blaudzun · Gert Frank · Jørgen Emil Hansen                        |
| 1980, Moszkva     | Szovjetunió (URS) · Jurij Kasirin · Oleg Logvin · Szergej Selpakov · Anatolij Jarkinr             | NDK (GDR) · Falk Boden · Bernd Drogan · Olaf Ludwig · Hans-Joachim Hartnick                       | Csehszlovákia (TCH) · Michal Klasa · Vlastibor Konečný · Alipi Kostadinov · Jiří Škoda             |
| 1984, Los Angeles | Olaszország (ITA) · Marcello Bartalini · Marco Giovannetti · Eros Poli · Claudio Vandelli         | Svájc (SUI) · Alfred Achermann · Richard Trinkler · Laurent Vial · Benno Wiss                     | Egyesült Államok (USA) · Ron Kiefel · Clarence Knickman · Davis Phinney · Andrew Weaver            |
| 1988, Szöul       | NDK (GDR) · Jan Schur · Uwe Ampler · Mario Kummer · Maik Landsmann                                | Lengyelország (POL) · Andrzej Sypytkowski · Joachim Halupczok · Zenon Jaskula · Marek Leśniewski  | Svédország (SWE) · Michel Lafis · Anders Jarl · Björn Johansson · Jan Karlsson                     |
| 1992, Barcelona   | Németország (GER) · Michael Rich · Bernd Dittert · Christian Meyer · Uwe Peschel                  | Olaszország (ITA) · Andrea Peron · Flavio Anastasia · Luca Colombo · Gianfranco Contri            | Franciaország (FRA) · Jean-Louis Harel · Hervé Boussard · Didier Faivre-Pierret · Philippe Gaumont |

### Pálya-kerékpározás

#### Korai olimpiákon
1/4 mérföld
| Olimpia         | Arany                                  | Ezüst                                   | Bronz                                     |
| 1904, St. Louis | Marcus Hurley · Egyesült Államok (USA) | Burton Downing · Egyesült Államok (USA) | Teddy Billington · Egyesült Államok (USA) |

1/3 mérföld
| Olimpia         | Arany                                  | Ezüst                                   | Bronz                                     |
| 1904, St. Louis | Marcus Hurley · Egyesült Államok (USA) | Burton Downing · Egyesült Államok (USA) | Teddy Billington · Egyesült Államok (USA) |

1/2 mérföld
| Olimpia         | Arany                                  | Ezüst                                     | Bronz                                   |
| 1904, St. Louis | Marcus Hurley · Egyesült Államok (USA) | Teddy Billington · Egyesült Államok (USA) | Burton Downing · Egyesült Államok (USA) |

1 mérföld
| Olimpia         | Arany                                  | Ezüst                                   | Bronz                                     |
| 1904, St. Louis | Marcus Hurley · Egyesült Államok (USA) | Burton Downing · Egyesült Államok (USA) | Teddy Billington · Egyesült Államok (USA) |

2 mérföld
| Olimpia         | Arany                                   | Ezüst                                 | Bronz                                  |
| 1904, St. Louis | Burton Downing · Egyesült Államok (USA) | Oscar Goerke · Egyesült Államok (USA) | Marcus Hurley · Egyesült Államok (USA) |

5 mérföld
| Olimpia         | Arany                                   | Ezüst                                    | Bronz                                      |
| 1904, St. Louis | Charles Schlee · Egyesült Államok (USA) | George E. Wiley · Egyesült Államok (USA) | Arthur F. Andrews · Egyesült Államok (USA) |

25 mérföld
| Olimpia         | Arany                                   | Ezüst                                      | Bronz                                    |
| 1904, St. Louis | Burton Downing · Egyesült Államok (USA) | Arthur F. Andrews · Egyesült Államok (USA) | George E. Wiley · Egyesült Államok (USA) |

1 körös verseny
| Olimpia      | Arany                                 | Ezüst                                | Bronz                           |
| 1908, London | Victor Johnson · Nagy-Britannia (GBR) | Émile Demangel · Franciaország (FRA) | Karl Neumer · Németország (GER) |

5 kilométer
| Olimpia      | Arany                                 | Ezüst                                  | Bronz                               |
| 1908, London | Benjamin Jones · Nagy-Britannia (GBR) | Maurice Schilles · Franciaország (FRA) | André Auffray · Franciaország (FRA) |

10 kilométer
| Olimpia               | Arany                             | Ezüst                              | Bronz                         |
| 1896, Athén részletek | Paul Masson · Franciaország (FRA) | Léon Flameng · Franciaország (FRA) | Adolf Schmal · Ausztria (AUT) |

20 kilométer
| Olimpia      | Arany                                     | Ezüst                                 | Bronz                            |
| 1908, London | Clarence Kingsbury · Nagy-Britannia (GBR) | Benjamin Jones · Nagy-Britannia (GBR) | Joseph Werbrouck · Belgium (BEL) |

25 kilométer
| Olimpia      | Arany                               | Ezüst                                  | Bronz                                 |
| 1900, Párizs | Louis Bastien · Franciaország (FRA) | Louis Hildebrand · Franciaország (FRA) | Auguste Daumain · Franciaország (FRA) |

50 kilométer
| Olimpia         | Arany                        | Ezüst                              | Bronz                             |
| 1920, Antwerpen | Henry George · Belgium (BEL) | Cyril Alden · Nagy-Britannia (GBR) | Piet Ikelaar · Hollandia (NED)    |
| 1924, Párizs    | Ko Willems · Hollandia (NED) | Cyril Alden · Nagy-Britannia (GBR) | Harry Wyld · Nagy-Britannia (GBR) |

100 kilométer
| Olimpia               | Arany                                   | Ezüst                                  | Bronz                                |
| 1896, Athén részletek | Léon Flameng · Franciaország (FRA)      | Jeórjiosz Kolétisz · Görögország (GRE) | Nem adták ki                         |
| 1900–1904             | Nem szerepelt az olimpiai programban    | Nem szerepelt az olimpiai programban   | Nem szerepelt az olimpiai programban |
| 1908, London          | Charles Bartlett · Nagy-Britannia (GBR) | Charles Denny · Nagy-Britannia (GBR)   | Octave Lapize · Franciaország (FRA)  |

12 óra
| Olimpia               | Arany                         | Ezüst                                    | Bronz        |
| 1896, Athén részletek | Adolf Schmal · Ausztria (AUT) | Frederick Keeping · Nagy-Britannia (GBR) | Nem adták ki |

#### Pontverseny
| Olimpia           | Arany                                 | Ezüst                                | Bronz                                   |
| 1900, Párizs      | Enrico Brusoni · Olaszország (ITA)    | Karl Duill · Németország (GER)       | Louis Trousselier · Franciaország (FRA) |
| 1904–1980         | Nem szerepelt az olimpiai programban  | Nem szerepelt az olimpiai programban | Nem szerepelt az olimpiai programban    |
| 1984, Los Angeles | Roger Ilegems · Belgium (BEL)         | Uwe Messerschmidt · NSZK (FRG)       | José Youshimatz · Mexikó (MEX)          |
| 1988, Szöul       | Dan Frost · Dánia (DEN)               | Leo Peelen · Hollandia (NED)         | Marat Ganyejev · Szovjetunió (URS)      |
| 1992, Barcelona   | Giovanni Lombardi · Olaszország (ITA) | Léon van Bon · Hollandia (NED)       | Cédric Mathy · Belgium (BEL)            |
| 1996, Atlanta     | Silvio Martinello · Olaszország (ITA) | Brian Walton · Kanada (CAN)          | Stuart O’Grady · Ausztrália (AUS)       |
| 2000, Sydney      | Joan Llaneras · Spanyolország (ESP)   | Milton Wynants · Uruguay (URU)       | Alekszej Markov · Oroszország (RUS)     |
| 2004, Athén       | Mihail Ignatyjev · Oroszország (RUS)  | Joan Llaneras · Spanyolország (ESP)  | Guido Fulst · Németország (GER)         |
| 2008, Peking      | Joan Llaneras · Spanyolország (ESP)   | Roger Kluge · Németország (GER)      | Chris Newton · Nagy-Britannia (GBR)     |

#### Egyéni üldözőverseny
| Olimpia           | Arany                                  | Ezüst                                    | Bronz                                        |
| 1964, Tokió       | Jiří Daler · Csehszlovákia (TCH)       | Giorgio Ursi · Olaszország (ITA)         | Preben Isaksson · Dánia (DEN)                |
| 1968, Mexikóváros | Daniel Rébillard · Franciaország (FRA) | Mogens Frey Jensen · Dánia (DEN)         | Xaver Kurmann · Svájc (SUI)                  |
| 1972, München     | Knut Knudsen · Norvégia (NOR)          | Xaver Kurmann · Svájc (SUI)              | Hans Lutz · NSZK (FRG)                       |
| 1976, Montréal    | Gregor Braun · NSZK (FRG)              | Herman Ponsteen · Hollandia (NED)        | Thomas Huschke · NDK (GDR)                   |
| 1980, Moszkva     | Robert Dill-Bundi · Svájc (SUI)        | Alain Bondue · Franciaország (FRA)       | Hans-Henrik Ørsted · Dánia (DEN)             |
| 1984, Los Angeles | Steve Hegg · Egyesült Államok (USA)    | Rolf Golz · NSZK (FRG)                   | Leonard Harvey Nitz · Egyesült Államok (USA) |
| 1988, Szöul       | Gintautas Umaras · Szovjetunió (URS)   | Dean Woods · Ausztrália (AUS)            | Bernd Dittert · NDK (GDR)                    |
| 1992, Barcelona   | Chris Boardman · Nagy-Britannia (GBR)  | Jens Lehmann · Németország (GER)         | Gary Anderson · Új-Zéland (NZL)              |
| 1996, Atlanta     | Andrea Collinelli · Olaszország (ITA)  | Philippe Ermenault · Franciaország (FRA) | Bradley McGee · Ausztrália (AUS)             |
| 2000, Sydney      | Robert Bartko · Németország (GER)      | Jens Lehmann · Németország (GER)         | Bradley McGee · Ausztrália (AUS)             |
| 2004, Athén       | Bradley Wiggins · Nagy-Britannia (GBR) | Bradley McGee · Ausztrália (AUS)         | Sergi Escobar · Spanyolország (ESP)          |
| 2008, Peking      | Bradley Wiggins · Nagy-Britannia (GBR) | Hayden Roulston · Új-Zéland (NZL)        | Steven Burke · Nagy-Britannia (GBR)          |

#### Tandem
| Olimpia           | Arany                                                       | Ezüst                                                        | Bronz                                                           |
| 1908, London      | Franciaország (FRA) · Andre Auffray · Maurice Schilles      | Nagy-Britannia (GBR) · Frederick Hamlin · Horace Johnson     | Nagy-Britannia (GBR) · Colin Brooks · Walter Isaacs             |
| 1912 Stockholm    | Nem szerepelt az olimpiai programban                        | Nem szerepelt az olimpiai programban                         | Nem szerepelt az olimpiai programban                            |
| 1920, Antwerpen   | Nagy-Britannia (GBR) · Thomas Lance · Harry Ryan            | Dél-afrikai Unió (RSA) · William Smith · James Walker        | Hollandia (NED) · Frans de Vreng · Piet Ikelaar                 |
| 1924, Párizs      | Franciaország (FRA) · Lucien Choury · Jean Cugnot           | Dánia (DEN) · Edmund Hansen · Willy Hansen                   | Hollandia (NED) · Gerard Bosch van Drakestein · Maurice Peeters |
| 1928, Amszterdam  | Hollandia (NED) · Bernhard Leene · Daan van Dijk            | Nagy-Britannia (GBR) · Ernest Chambers · John Sibbit         | Németország (GER) · Hans Bernhardt · Karl Köther                |
| 1932, Los Angeles | Franciaország (FRA) · Louis Chaillot · Maurice Perrin       | Nagy-Britannia (GBR) · Ernest Chambers · Stanley Chambers    | Dánia (DEN) · Harald Christensen · Willy Gervin                 |
| 1936, Berlin      | Németország (GER) · Ernst Ihbe · Carl Lorenz                | Hollandia (NED) · Bernhard Leene · Hendrik Ooms              | Franciaország (FRA) · Pierre Georget · Georges Maton            |
| 1948, London      | Olaszország (ITA) · Renato Perona · Ferdinando Teruzzi      | Nagy-Britannia (GBR) · Alan Bannister · Reginald Harris      | Franciaország (FRA) · Gaston Dron · René Faye                   |
| 1952, Helsinki    | Ausztrália (AUS) · Lionel Cox · Russell Mockridge           | Dél-afrikai Unió (RSA) · Raymond Robinson · Thomas Shardelow | Olaszország (ITA) · Antonio Maspes · Cesare Pinarello           |
| 1956, Melbourne   | Ausztrália (AUS) · Joey Browne · Tony Marchant              | Csehszlovákia (TCH) · Ladislav Fouček · Václav Machek        | Olaszország (ITA) · Giuseppe Ogna · Cesare Pinarello            |
| 1960, Róma        | Olaszország (ITA) · Giuseppe Beghetto · Sergio Bianchetto   | Egyesült Német Csapat (EUA) · Jürgen Simon · Lothar Stäber   | Szovjetunió (URS) · Vlagyimir Leonov · Borisz Vasziljev         |
| 1964, Tokió       | Olaszország (ITA) · Sergio Bianchetto · Angelo Damiano      | Szovjetunió (URS) · Imants Bodnieks · Viktor Logunov         | Egyesült Német Csapat (EUA) · Willi Fuggerer · Klaus Kobusch    |
| 1968, Mexikóváros | Franciaország (FRA) · Daniel Morelon · Pierre Trentin       | Hollandia (NED) · Leijn Loevesijn · Jan Janssen              | Belgium (BEL) · Daniel Goens · Robert van Lancker               |
| 1972, München     | Szovjetunió (URS) · Vlagyimir Szemenec · Igor Celovalnyikov | NDK (GDR) · Hans-Jürgen Geschke · Werner Otto                | Lengyelország (POL) · Andrzej Bek · Benedykt Kocot              |

#### Egyéni időfutam
| Olimpia               | Arany                                     | Ezüst                                         | Bronz                                      |
| 1896, Athén részletek | Paul Masson · Franciaország (FRA)         | Sztamátiosz Nikolópulosz · Görögország (GRE)  | Adolf Schmal · Ausztria (AUT)              |
| 1900–1924             | Nem szerepelt az olimpiai programban      | Nem szerepelt az olimpiai programban          | Nem szerepelt az olimpiai programban       |
| 1928, Amszterdam      | Willy Hansen · Dánia (DEN)                | Gerard Bosch van Drakestein · Hollandia (NED) | Dunc Gray · Ausztrália (AUS)               |
| 1932, Los Angeles     | Dunc Gray · Ausztrália (AUS)              | Jacobus van Egmond · Hollandia (NED)          | Charles Rampelberg · Franciaország (FRA)   |
| 1936, Berlin          | Arie van Vliet · Hollandia (NED)          | Pierre Georget · Franciaország (FRA)          | Rudolf Karsch · Németország (GER)          |
| 1948, London          | Jacques Dupont · Franciaország (FRA)      | Pierre Nihant · Belgium (BEL)                 | Tommy Godwin · Nagy-Britannia (GBR)        |
| 1952, Helsinki        | Russell Mockridge · Ausztrália (AUS)      | Marino Morettini · Olaszország (ITA)          | Raymond Robinson · Dél-afrikai Unió (RSA)  |
| 1956, Melbourne       | Leandro Faggin · Olaszország (ITA)        | Ladislav Fouček · Csehszlovákia (TCH)         | Alfred Swift · Dél-afrikai Unió (RSA)      |
| 1960, Róma            | Sante Gaiardoni · Olaszország (ITA)       | Dieter Gieseler · Egyesült Német Csapat (EUA) | Rosztyiszlav Vargaskin · Szovjetunió (URS) |
| 1964, Tokió           | Patrick Sercu · Belgium (BEL)             | Giovanni Pettenella · Olaszország (ITA)       | Pierre Trentin · Franciaország (FRA)       |
| 1968, Mexikóváros     | Pierre Trentin · Franciaország (FRA)      | Niels Fredborg · Dánia (DEN)                  | Janusz Kierzkowski · Lengyelország (POL)   |
| 1972, München         | Niels Fredborg · Dánia (DEN)              | Daniel Clark · Ausztrália (AUS)               | Jürgen Schütze · NDK (GDR)                 |
| 1976, Montréal        | Klaus-Jürgen Grünke · NDK (GDR)           | Michel Vaarten · Belgium (BEL)                | Niels Fredborg · Dánia (DEN)               |
| 1980, Moszkva         | Lothar Thoms · NDK (GDR)                  | Alekszandr Panfilov · Szovjetunió (URS)       | David Weller · Jamaica (JAM)               |
| 1984, Los Angeles     | Fredy Schmidtke · NSZK (FRG)              | Curtis Harnett · Kanada (CAN)                 | Fabrice Colas · Franciaország (FRA)        |
| 1988, Szöul           | Alekszandr Kiricsenko · Szovjetunió (URS) | Martin Vinnicombe · Ausztrália (AUS)          | Robert Lechner · NSZK (FRG)                |
| 1992, Barcelona       | José Moreno · Spanyolország (ESP)         | Shane Kelly · Ausztrália (AUS)                | Erin Hartwell · Egyesült Államok (USA)     |
| 1996, Atlanta         | Florian Rousseau · Franciaország (FRA)    | Erin Hartwell · Egyesült Államok (USA)        | Dzsumondzsi Takanobu · Japán (JPN)         |
| 2000, Sydney          | Jason Queally · Nagy-Britannia (GBR)      | Stefan Nimke · Németország (GER)              | Shane Kelly · Ausztrália (AUS)             |
| 2004, Athén           | Chris Hoy · Nagy-Britannia (GBR)          | Arnaud Tournant · Franciaország (FRA)         | Stefan Nimke · Németország (GER)           |